# Grup finit

grupul de patru al lui Klein

În matematică, un grup finit este un grup a cărui mulțime conține un număr finit de elemente.
Noțiunea de grup finit a apărut în matematică la începutul secolului al XIX-lea din necesitatea de a exprima conjugarea între soluțiile (în număr finit) ale unei ecuații algebrice. 
Spre exemplu, pentru ecuația x.x.x.x + 1 = x.x există un unic cel mai mic corp de numere, suficient de bogat, astfel încât să conțină toate cele patru rădăcini ale ecuației. În ciuda aspectului foarte simetric al ecuației, cele patru rădăcini sunt conjugate între ele două câte două, iar relațiile de conjugare sunt descrise de către un grup de permutări, numit grupul lui Galois.

## Grupuri de permutări
Grupurile de permutări sunt descrise prin doi parametri : 
- gradul, reprezentând numărul de obiecte permutate
- ordinul, reprezentând numărul de permutări care au proprietățile binecunoscute (închidere, asociativitate, identitate, elemente inverse)

### Exemplu
În cazul grupului lui Klein cele patru permutări a patru simboluri sunt următoarele:
- ( ) - identitatea, toate simbolurile rămân pe loc
- ( a b )( c d )
- ( a c )( b d )
- ( a d )( b c ) - și trei produse a câte două transpoziții.

## Grupuri abstracte
Respectând ordinea istorică, se poate spune că grup abstract este un grup de permutări exact tranzitiv.
În expunerile moderne definiția grupului abstract este dată prin axiomele de grup, iar compatibilitatea înapoi cu grupurile de permutări este asigurată de către Teorema lui Cayley.
Aceată definire a grupurilor finite a dobândit un avantaj enorm în fața altor definiții deoarece a deschis calea către Teoremele lui Sylow și mai departe, către clasificarea grupurilor simple finite.

### Exemplu
Un grup de patru al lui Klein poate fi riguros prezentat astfel :
G = { aaa, bba, cca, dda, abb, acc, add, bab, cac, dad, bcd, cbd, bdc, dbc, cdb, dcb }
Atunci mulțimea suport a grupului este M = { a, b, c, d }, având |M| = 4
Rolul elementului neutru este jucat de către simbolul a, a = 1.
Cele 16 triplete pot fi organizate în forma numui tabel, numit tabla lui Cayley.

## Grupuri combinatorice

Fiind alese oricare două vârfuri A și B (din cele șase), există o unică transformare bijectivă (din șase posibile) care transportă pe A în B

### Definiție
Un grup combinatoric este o primitivă a unei specii de structură Lin.

### Exemplu
Prisma triunghiulară dreaptă din imagine dispune de șase moduri de a fi rotită în spațiu, astfel ca cele șase vârfuri să ajungă tot în vârfuri (Identitatea este considerată tot o rotație).
Dacă a fost însă precizată poziția unui vârf, toate celelalte cinci vârfuri sunt determinate la rândul lor, fără echivoc. Fixarea unui vârf (or, echivalent, etichetarea lui) este descrisă prin operația de derivare combinatorică. Astfel putem scrie identitatea combinatorică :
Symétrique6' = Lin5

### Alt exemplu
Grupul lui Klein are oricare element al grupului propriul său simetric (invers). În exemplul de mai jos poate fi văzut ca o colecție de patru moduri echivalente de a reeticheta un obiect.
```
A B C D
B A D C
C D A B
D C B A
```